# Trichogramma choui
Trichogramma choui is een vliesvleugelig insect uit de familie Trichogrammatidae. De wetenschappelijke naam is voor het eerst geldig gepubliceerd in 2000 door Chan & Chou.